# Gordius tatrensis
Gordius tatrensis är en djurart som tillhör fylumet tagelmaskar, och som beskrevs av Janda 1894. Gordius tatrensis ingår i släktet Gordius, och familjen Gordiidae. Inga underarter finns listade i Catalogue of Life.